# Rubén Fernández Real
Rubén Fernández Real   (Villarrica, 2 de maig de 1931 - Buenos Aires, 9 d'octubre de 2015) fou un futbolista paraguaià de la dècada de 1950.
Fou internacional amb la selecció del Paraguai amb la qual participà en el Campionat sud-americà de futbol de 1953.
Pel que fa a clubs, defensà els colors de Club Estero Bellaco de Villarrica (1946–1950), Club Libertad, Boca Juniors, Racing Club i San Lorenzo de Almagro.